# Elia Fiorini
Elia Fiorini (Sant'Agata Bolognese, 19 giugno 1931) è un ex calciatore italiano, di ruolo attaccante.

## Caratteristiche tecniche
Giocava prevalentemente come ala sinistra.

## Carriera
Originario della provincia di Bologna, Fiorini venne incluso nella rosa del Legnano all'età di circa 20 anni: esordì in Serie A nel campionato 1951-1952, scendendo in campo il 7 ottobre 1951 contro l'Udinese. Nel corso di quella stagione, la sua unica in massima serie, assommò 9 presenze: il 16 marzo 1952 segnò un gol contro la Pro Patria.
Nell'estate 1952 fu ceduto in prestito al Palermo.